# Joint Air Power Competence Centre
Das Joint Air Power Competence Centre (JAPCC) ist eines von 28 Centres of Excellence (COE) mit Sitz in Kalkar in Deutschland. Sein Schwerpunkt liegt in der streitkräftegemeinsamen Weiterentwicklung der Luftstreitkräfte und ihrer Einsätze zur stetigen Verbesserung der Fähigkeiten der NATO und ihrer Nationen.

## Hintergrund
Das Joint Air Power Competence Centre (JAPCC) ist ein NATO-akkreditiertes, multinationales „Centre of Excellence“ (COE) mit Sitz in Kalkar am Niederrhein. Der Arbeitsschwerpunkt des JAPCC liegt im Bereich Weiterentwicklung der strategisch/operativen Führungs- und Einsatzgrundsätze zur streitkräftegemeinsamen Nutzung des Luft- und Weltraums der NATO und der JAPCC-Nationen. Aufgestellt wurde dieses multinationale Kompetenzzentrum, dessen Einrichtung auf eine deutsche Initiative zurückgeht, im Jahr 2005. Seitdem veröffentlicht das JAPCC regelmäßig Konzepte sowie ein eigenes Journal und informiert auf seiner Homepage über die neuesten Entwicklungen. Außerdem veranstaltet das JAPCC jedes Jahr im Oktober eine Konferenz mit hochrangigen Teilnehmern aus Militär, Industrie und Wirtschaft, sowie aus dem akademischen Bereich im In- und Ausland.

## Organisation
Das JAPCC ist zwar nicht Bestandteil der NATO-Kommandostruktur, aber aufgrund seines Auftrages und seiner Führungsorganisation eng mit dieser verbunden. Die Struktur und Finanzierung beruhen auf einem Memorandum of Understanding (MoU) der Gründungsmitglieder. Das JAPCC wird derzeit von 14 NATO-Mitgliedsstaaten auf freiwilliger Basis finanziert.
Der Direktor des JAPCC, ein US-amerikanischer Viersternegeneral, ist zugleich Befehlshaber des NATO Allied Air Command in Ramstein sowie Befehlshaber der US-Luftstreitkräfte in Europa und Afrika. Sein Stellvertreter (Executive Director), ein deutscher Dreisternegeneral, ist zugleich Kommandeur des Zentrum Luftoperationen (ZentrLuftOp). Die fachliche Arbeit verteilt sich auf vier Abteilungen: ACE (Assessment, Coordination and Engagement), CA (Combat Air), AOS (Air Operations Support), C4ISR&S (Command and Control, Communication, Computer, Intelligence, Surveillance, Reconnaisance and Space).